# Nicotina
La nicotina è un composto organico, un alcaloide parasimpaticomimetico tossico (30–60 mg=0,5-1,0 mg/kg possono essere fatali per l'uomo) che agisce come un agonista per il recettore nicotinico dell'acetilcolina; è presente nella pianta del tabacco e in altre solanacee, ed è biologicamente connesso alla difesa del vegetale dagli organismi erbivori. 
Sebbene si trovi in tutte le parti delle piante, è particolarmente concentrata nelle foglie, di cui, nel tabacco, costituisce circa lo 0,3 - 5% del peso secco. La sua biosintesi viene effettuata nelle radici ed essa viene poi accumulata nelle foglie. Oltre che nella pianta del tabacco, la nicotina è presente in quantità minori in altri membri della famiglia delle solanacee, che includono il pomodoro, la patata, la melanzana e il peperone.
Allo stato puro è liquida e incolore, mentre, se esposta all'aria, imbrunisce; essa è in parte causa dell'odore del tabacco.

## Storia e origine del nome
La nicotina prende il nome dalla pianta del tabacco Nicotiana tabacum, che a sua volta deve il suo nome a Jean Nicot, che spedì semi di tabacco dal Portogallo a Parigi nel 1550 e ne promosse l'uso medico.
Il merito di aver isolato la nicotina può essere attribuito a diversi scienziati, che raggiunsero indipendentemente questo risultato. Il primo fu nel 1807 Gaspare Cerioli, seguito nel 1809 da Louis Nicolas Vauquelin e nel 1828 da Karl Ludwig Reimann e Wilhelm Heinrich Posselt. A questi ultimi viene normalmente attribuito il merito della scoperta e in effetti furono i primi a dimostrarne gli effetti tossici sugli animali. La formula chimica della nicotina venne definita nel 1893 da Adolf Pinner. La sua prima sintesi risale al 1904 da parte di Amé Jules Pictet.

## Proprietà chimiche
La formula bruta della nicotina è C10H14N2. È una base biterziaria levogira, mentre i suoi sali sono destrogiri.
La molecola della nicotina è chirale; l'enantiomero presente in natura è quello S(–). Durante la combustione del tabacco avviene una parziale racemizzazione; il fumatore è quindi esposto anche all'enantiomero R(+). L'enantiomero S(–) si lega ai recettori nicotinici, mentre l'enantiomero R(+), fisiologicamente meno attivo, è un antagonista dei recettori colinergici.
La nicotina è miscibile in acqua e solubile in solventi organici. Può essere estratta dalle foglie di tabacco tagliate a pezzi e, dopo opportuna alcalinizzazione, distillate in corrente di vapore. Il distillato è poi precipitato con acido ossalico, filtrato e rialcalinizzato e infine estratto con etere etilico. Dopo allontanamento del solvente e rettificazione a pressione ridotta si ottiene un liquido di colore giallo, la nicotina, che tuttavia imbrunisce presto. Le soluzioni di nicotina in acqua hanno la particolarità di avere due temperature di consoluzione, una superiore e una inferiore.
Per ossidazione controllata si trasforma in nicotirina. Acido nitrico o permanganato la ossidano, trasformandola in acido nicotinico.

## Biosintesi

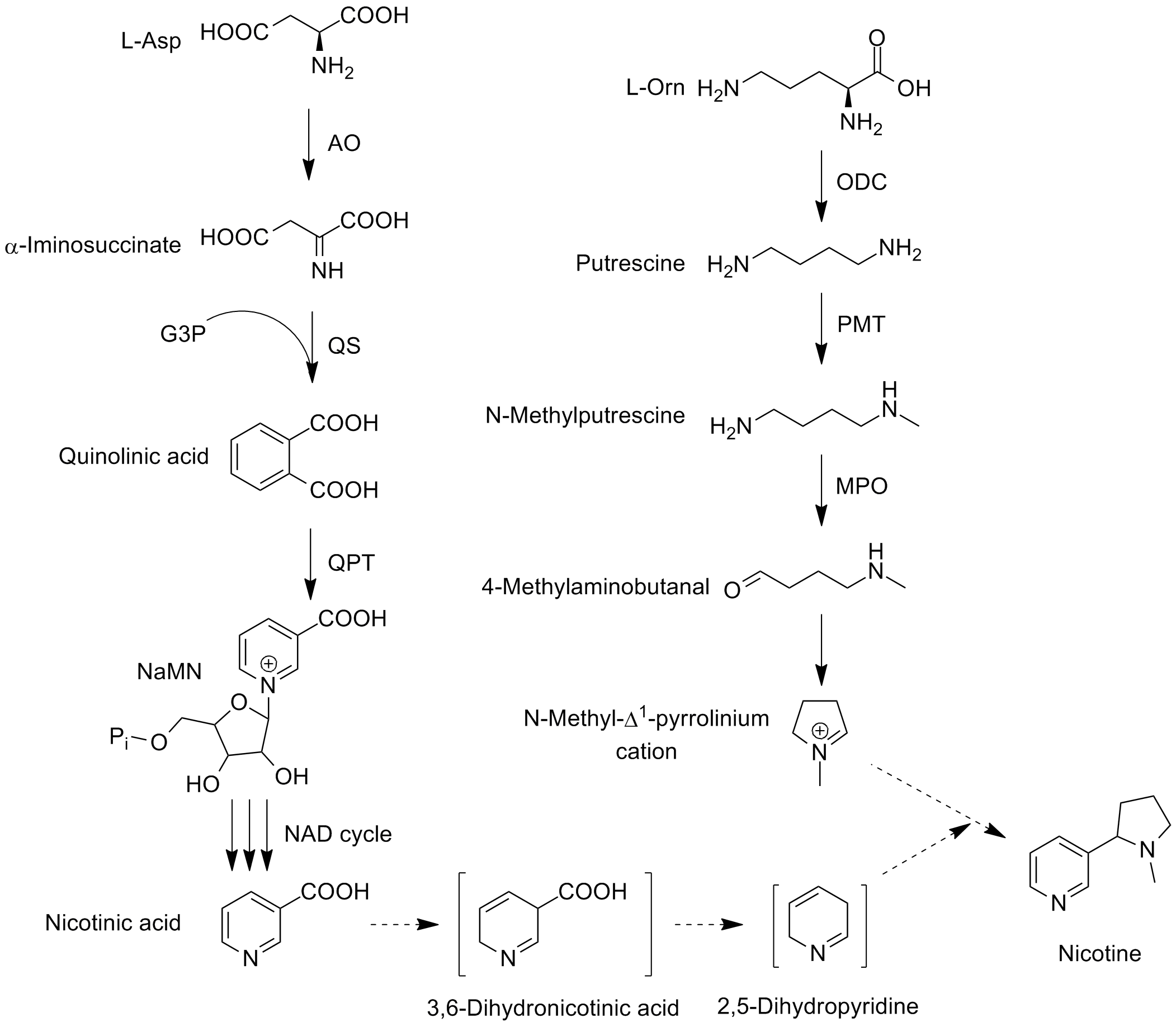
Biosintesi della nicotina

La via biosintetica della nicotina comporta una reazione di accoppiamento tra le due strutture cicliche che compongono la nicotina. Studi metabolici dimostrano che l'anello piridinico della nicotina deriva dall'acido nicotinico, mentre l'anello pirrolidinico deriva dal catione N-metil-Δ1-pirrolinio. La biosintesi delle due strutture componenti procede attraverso due sintesi indipendenti, la via per l'acido nicotinico e la via tropano per il catione N-metil-Δ1-pirrolinio.

## Effetti sull'uomo
Assunta in piccole dosi, la nicotina stimola il rilascio di dopamina, oltre ad altri neurotrasmettitori come serotonina, vasopressina e adrenalina. Tutto questo genera senso di euforia nel consumatore. La dose letale LD50 è 0,5 – 1 mg/kg per l'uomo e 50 µg/kg per il ratto.
La nicotina è una sostanza psicoattiva. I consumatori abituali di nicotina sviluppano una forte dipendenza psichica dalla sostanza, simile alla dipendenza generata dall'eroina e dalla cocaina, alla quale si aggiunge una più o meno forte dipendenza fisica. I sintomi dell'astinenza comprendono una sensazione di vuoto, irritabilità e talvolta stipsi, ma può causare anche dolore alle ossa (schiena, gambe e braccia). Il loro picco è raggiunto spesso tra le 48 e le 72 ore. Di solito l'organismo impiega tre settimane per disintossicarsi completamente dalla nicotina. Interrompere improvvisamente l'assunzione di nicotina può generare una sindrome di astinenza: psicologicamente si prova un senso di vuoto e irrequietezza, fisicamente i sintomi sono più lievi. Infatti, benché la quantità di nicotina inalata tramite il fumo di tabacco sia piuttosto piccola (la maggior parte della sostanza è distrutta dal calore) è comunque sufficiente a creare dipendenza. La quantità effettivamente assorbita dal corpo dipende inoltre da altri fattori, quali il tipo di tabacco, l'effettiva inalazione, la presenza di un filtro.
Non appena la nicotina entra in circolo, essa viene rapidamente diffusa dalla circolazione sanguigna, tramite la quale arriva al sistema nervoso, data la sua capacità di attraversare la barriera ematoencefalica giunge al cervello, dove agisce sui neuro-recettori dell'acetilcolina. A basse concentrazioni aumenta l'attività di questi recettori.
La cotinina è un prodotto del metabolismo della nicotina che permane nel sangue fino a 48 ore, perciò può essere usato come indicatore dell'esposizione individuale al fumo.
A concentrazioni elevate la nicotina blocca i recettori nicotinici dell'acetilcolina, causando paralisi dei muscoli scheletrici, tra i quali anche quelli respiratori. Questa è la ragione della sua tossicità e del suo impiego come insetticida.

Grafico comparativo dei possibili effetti negativi delle droghe da The Lancet

Inoltre la nicotina, come gli altri agonisti, agisce anche sugli eterorecettori nicotinici che si trovano sulle fibre pre-sinaptiche dei neuroni dopaminergici, con un effetto di modulazione positiva, provocando cioè un aumento del rilascio di dopamina. Questo genera una sensazione di piacere con un meccanismo simile, per certi versi, a quello innescato dalla cocaina, e solo lontanamente correlato a quello dell'eroina. La dipendenza fisica da nicotina è quindi legata anche alla necessità biochimica di mantenere elevati livelli di dopamina. Inoltre, molti alcaloidi presenti nel tabacco sono potenti inibitori delle MAO: le sigarette non solo stimolerebbero i neuroni dopaminergici a liberare dopamina, ma ne limiterebbero anche la degradazione enzimatica. Secondo molti questo contribuirebbe a rendere la dipendenza da nicotina ancora più difficile da eliminare.
Oltre a tutto ciò, la nicotina esplica anche un curioso effetto a livello gastrico in sinergia con altri componenti del fumo di tabacco. A pochi minuti dall'assunzione di fumo di tabacco si verifica un incremento del 15% della secrezione di HCl (acido cloridrico) da parte della mucosa gastrica, oltre a un aumento generale della peristalsi gastrointestinale. Questa potrebbe essere la ragione per cui il desiderio di sigaretta aumenta dopo i pasti, specie se abbondanti.

### Effetti terapeutici
Uno studio italiano ha evidenziato la capacità della nicotina di espandere la memoria di lavoro, per questo sono allo studio possibili applicazioni terapeutiche contro malattie neurodegenerative quali la malattia di Parkinson e la malattia di Alzheimer. Tuttavia il tipico metodo di assunzione tramite combustione porta enormi effetti collaterali già ben noti, devono quindi essere utilizzati metodi di assunzione alternativi quali cerotti e per via orale.
In Cina, dal 2012, è stato avviato un progetto di ricerca a tal fine.

### Dipendenza
La ricerca scientifica ha dimostrato che la nicotina agisce sul cervello producendo una serie di effetti. In particolare, alcuni studi hanno evidenziato che è in grado di attivare la via mesolimbica, il circuito all'interno del cervello che regola le sensazioni di euforia.
La dopamina è uno dei neurotrasmettitori chiave coinvolti attivamente nel cervello. La ricerca mostra che, aumentando i livelli di dopamina nei circuiti di ricompensa nel cervello, la nicotina agisce come una sostanza chimica con intense qualità di dipendenza. Studi scientifici hanno constatato che la nicotina è una sostanza in grado di innescare un tasso di dipendenza fisica e psicologica maggiore rispetto a cocaina ed eroina.